# 闇影獵人 (電視劇)
《闇影獵人》，又被稱作《闇影獵人：天使聖物》，是一部美國超自然劇情電視劇，改編自卡珊卓拉·克蕾兒的小說《天使聖物》，由艾德·德克特所開創。本劇2016年1月12日於Freeform上在北美首播，2016年1月13在Netflix全球首播。劇中主要拍攝地點為加拿大安大略多倫多，劇情講述了克萊莉·芙雷，她在十八歲生日那天發現了自己的真實身分，是一名闇影獵人。他們除了追捕惡魔，還必須應對禁忌之愛的掙扎。
本劇為2013年電影《天使聖物：骸骨之城》之後小說系列的第二部改編，與電影相同由康斯坦丁影業製作。《闇影獵人》的首季收到了評論家的不同反應。試播集為Freeform吸引了兩年多來最多的觀眾。該劇獲得了無數獎項提名，贏得了一項GLAAD媒體獎、六項青少年票選獎和五項全美民選獎。
2016年3月宣布將會播出第二季，且該劇將延伸至20集於2017年1月2日首播。2016年8月，節目統籌艾德·德克特因「創作差異」而退出本劇。陶德·史拉夫金和戴倫·史維莫被任命為德克特的替補。2017年4月再次宣布將會拍攝第三季，會有20集並於2018年3月20日播出。2018年6月，Freeform在第三季後取消本劇，但安排了額外兩集來適當地結束本劇的故事。第三季的下半部份共12集在2019年2月25日首播，由兩部分組成的戲劇結局於2019年5月6日播出。

## 劇情大綱
主角克萊莉（凱瑟琳·麥克納馬拉飾）和她的母親喬瑟琳過著平庸的生活。在她18歲生日那天，克萊莉得知自己是一名闇影獵人，並決定與他的朋友們一起戰鬥。

## 演員

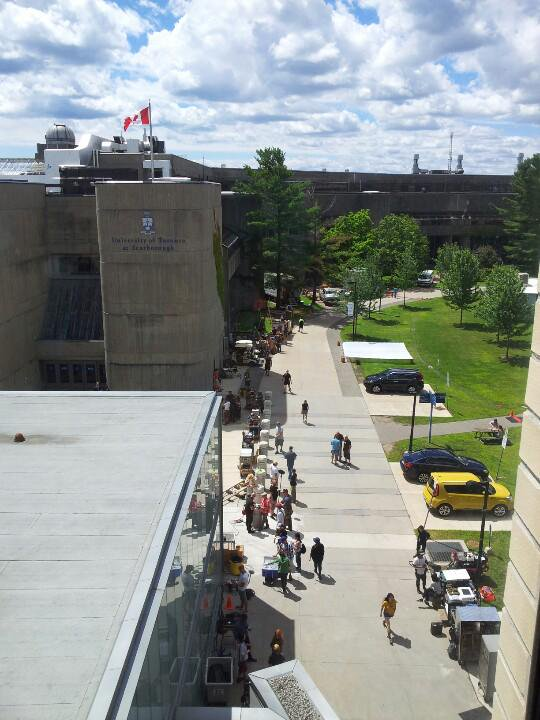
劇組在2015年8月於多倫多大學士嘉堡分校進行拍攝

### 主要角色
- 凱瑟琳·麥克納馬拉 飾 克萊莉·費爾切（Clary Fairchild）[4]

一名在凡人中成長的闇影獵人，在她18歲生日時發現了自己的真實血統，是喬瑟琳·費爾切和凡倫泰·摩根斯坦的女兒。
- 多明尼克·席伍德 飾 傑斯·韋蘭（Jace Wayland）[5]

一個迷人而自戀的闇影獵人，愛上了克萊莉，是艾力克、伊莎貝爾和麥克斯的養兄弟。
- 阿爾貝托·羅森德（英语：Alberto Rosende） 飾 賽門·路易斯（Simon Lewis）[6]

克萊莉童年最好的朋友，捲入了暗影世界，後來成為吸血鬼。
- 艾梅勞德·杜比亞（英语：Emeraude Toubia） 飾 伊莎貝爾·萊特伍（Isabelle Lightwood）[6]

是艾力克的妹妹，麥克斯的姐姐，傑斯的養姐，是一位魅力四射的闇影獵人。
- 馬修·達達里歐 飾 艾力克·萊特伍（Alec Lightwood）[7]

嚴肅而務實的闇影獵人，伊莎貝爾和麥克斯的哥哥，傑斯的養兄和終身戰友。
- 岑勇康 飾 梅格納斯·班恩（Magnus Bane）[8]

一名非常強大、聰明和睿智的魔法師，是布魯克林的前高等魔法師。
- 以賽亞·穆斯塔法（英语：Isaiah Mustafa） 飾 路克·蓋洛威（Luke Garroway）[7]

從前闇影獵人變成狼人和紐約警察局警察，凡倫泰的前終身戰友，對克萊莉而言就像是父親般的存在。
- 阿麗莎·溫萊特（英语：Alisha Wainwright） 飾 瑪雅·羅伯茲 ( Maia Roberts ) [9]

從一名凡人轉化成狼人，路克狼群的一員，以及獵人之月的酒保，由於她與前男友的麻煩過去而陷入信任問題，她的前男友是她轉化成狼人的原因，用頑固的個性掩蓋了她的痛苦。

### 常駐角色

#### 第一季登場
- 艾倫·范·斯普朗（英语：Alan van Sprang） 飾 凡倫泰·摩根斯坦（Valentine Morgenstern）[8]

一個叛變的闇影獵人和菁英圈的領袖，他是克萊莉和喬納森的父親，喬瑟琳的前夫。
- 麥克辛·羅伊（英语：Maxim Roy） 飾 喬瑟琳·費爾切（Jocelyn Fairchild）[10]

克萊莉溫暖而保護性的母親和瓦倫泰的前妻，她是菁英圈的前成員。
- 凡妮莎·馬特蘇 飾 朵若西亞·蘿琳斯（Dorothea Rollins）

年輕的巫師，是喬瑟琳的助手，對克萊莉來說像是自己的姐姐一樣。
- 喬·柯爾 飾 賀吉·史塔克威瑟（Hodge Starkweather）[11]

前菁英圈成員和紐約獵影者學院的武器培訓師。
- 大衛·卡斯特羅 飾 拉斐爾·森蒂雅戈（Raphael Santiago）[12]

天主教吸血鬼，卡蜜兒的前得力助手，布魯克林吸血鬼部族的前首領。
- 賈德·哈松（英语：Jade Hassouné） 飾 麥里歐恩（Meliorn）[13]

忠於善仙子女王的善仙子騎士。
- 凱特林·王 飾 卡蜜兒·貝爾考特（Camille Belcourt）[14]

布魯克林吸血鬼部族的前首領和梅格納斯的前女友。
- 妮可拉·柯蕾亞-黛姆德（英语：Nicola Correia-Damude） 飾 梅爾絲·萊特伍（Maryse  Lightwood）[15]

前紐約獵影者學院院長和菁英圈的前成員，是艾力克、伊莎貝爾和麥克斯的母親，傑斯的養母和羅伯特的前妻。
- 保利諾·紐恩斯 飾 羅伯特·萊特伍（Robert Lightwood）

菁英圈的前成員，是梅爾絲的前夫、艾力克、伊莎貝爾和麥克斯的父親以及傑斯的養父。
- 傑克·富爾頓 飾 麥克斯·萊特伍（Max Lightwood）

艾力克和伊莎貝爾最疼愛的弟弟和傑斯的養兄弟。
- 史蒂芬妮·班尼特（英语：Stephanie Bennett (actress)） 飾 莉迪亞·班威爾（Lydia Branwell）

暫時接管紐約學院的核心黨成員 。
- 咪咪·庫吉克 飾 伊莫琴·賀倫代（Imogen Herondale）

傑斯的祖母，核心黨的前審判官。

#### 第二季登場
- 尼克·薩加爾 飾 維克多·奧德垂（Victor Aldertree）

接管紐約獵影者學院並主導傑斯追捕行動的核心黨外交官。
- 麗莎·貝里（英语：Lisa Berry） 飾 克麗歐芬·蓋洛威姊妹（Sister Cleophas Garroway）

前菁英圈成員，鐵血姊妹，路克的妹妹。
- 威爾·圖德 飾 賽巴斯汀·維拉克（Sebastian Verlac）/喬納森·摩根斯坦（Jonathan Morgenstern）[17]

克萊莉的哥哥，喬瑟琳和凡倫泰的長子，他在出生之前被注入了惡魔血。
- 亞莉珊卓·歐多利斯（英语：Alexandra Ordolis） 飾 奧莉維亞「奧莉」威爾森（Olivia "Ollie" Wilson）

前紐約警察局警察，路克的前搭檔和珊的女朋友。
- 塔拉·喬希 飾 薩曼莎「珊」（Samantha "Sam"）

奧莉的女朋友。
- 蘿拉·弗蘭尼里 和 莎拉·海蘭（Sarah Hyland）[18]   飾 善仙子女王（Seelie Queen）

善仙子女王，對賽門的晝行者身份感興趣的善仙子國度統治者。
- 史蒂芬妮・貝爾汀 飾 愛莉斯·羅斯（Iris Rouse）

一位可以讓人死而復生的魔法師。
- 亞麗安娜·威廉斯 飾 瑪姬（Madzie）

羅斯的孫女。
- 諾亞·丹比（英语：Noah Danby） 飾 羅素（Russell）

一名路克狼族的強悍成員。
- 安崔斯·艾皮吉斯 飾 馬勒蓋·迪厄多內（Malachi Dieudonné）

秘密為凡倫泰工作的核心黨執政官。
- 索菲亞·沃克 飾 卡塔琳娜·蘿絲（Catarina Loss）

一名魔法師，她是梅格納斯的密友，成為瑪姬的守護者。
- 泰薩·毛西 飾 海蒂·麥肯錫（Heidi McKenzie）

賽門在一個放血窩遇到的凡人，她不小心被另一個吸血鬼吸乾了血。

#### 第三季登場
- 安娜·霍普金斯（英语：Anna Hopkins） 飾 莉莉絲（Lilith）[19]

一名大惡魔和以登地獄的統治者。
- 哈維爾·穆諾兹（英语：Javier Muñoz (actor)） 飾 羅倫佐·雷（Lorenzo Rey）

布魯克林現任高等魔法師，忌妒梅格納斯的一切。
- 柴·漢森（英语：Chai Hansen） 飾 喬丹·凱爾（Jordan Kyle）

從一名凡人轉變成狼人，是瑪雅的前男友，也是狼群守護者的成員。
- 布魯克斯·達內爾 飾 查理·庫柏（Charlie Cooper）

一名與伊莎貝爾見面並短暫約會的凡人醫生。
- 傑克·J·楊（英语：Jack J. Yang） 飾 艾斯摩太（Asmodeus）

一名大惡魔也是梅格納斯的父親。
- 葉芳華 飾 吉雅·彭哈洛（Jia Penhallow）

在馬勒蓋死後的現任核心黨執政官。
- 哈維爾·穆諾兹（英语：Conrad Coates） 飾 德懷爾警官（Detective Dwyer）

紐約警察局的隊長和路克的長官。
- 羅曼·韋特（英语：Romaine Waite） 飾 葛里芬（Griffin）

在拉斐爾被流放之後新任的布魯克林吸血鬼部族首領。
- 盧克·巴恩斯（英语：Luke Baines） 飾 喬納森·摩根斯坦（Jonathan Morgenstern）[20]

克萊莉的哥哥重生後的原始樣貌。
- 金柏莉-蘇·穆雷 飾 成年善仙子女王（Adult Seelie Queen）[20]

善仙子女王對喬納森產生感情而轉變的樣貌。
- 凱安娜·特雷薩 飾 拉奈雅（Lanaia）

一名善仙子精靈，在攻擊強納森之前曾短暫的服侍過他。
- 賴雅姬 飾 愛琳·彭哈洛（Aline Penhallow）

賽巴斯汀的表妹和吉雅的女兒。
- 西德尼·邁耶爾（英语：Sydney Meyer） 飾 海倫·布雷東（Helen Blackthorn）

一名闇影獵人有半個善仙子血統，後來開始與愛琳約會。

## 集數
| 季數 | 集数 | 集数 | 首播日期      | 首播日期      |
| 季數 | 集数 | 集数 | 首映          | 季终          |
| ---- | ---- | ---- | ------------- | ------------- |
| 1    | 13   | 13   | 2016年1月12日 | 2016年4月5日  |
| 2    | 20   | 10   | 2017年1月2日  | 2017年3月6日  |
| 2    | 20   | 10   | 2017年6月5日  | 2017年8月14日 |
| 3    | 22   | 10   | 2018年3月20日 | 2018年5月15日 |
| 3    | 22   | 12   | 2019年2月25日 | 2019年5月6日  |

## 製作

### 開發
2010年，幕寶電影公司宣布他們將開始製作改編自《天使聖物》的第一本書《骸骨之城》的電影，希望能開創一部成功的電影經營權。改編自第二本書《灰燼之城：骸骨之城3》的電影原定於2013年9月開始製作，但因第一部電影未能收回預算而推遲到2014年，最終被取消。
2014年10月12日，康斯坦丁影業在MIPCOM確認《天使聖物》將作為電視連續劇回歸，由艾德·德克特擔任節目統籌。康斯坦丁電影和電視主管馬汀·摩斯茲柯屈茲告訴《好萊塢報導》說，「將小說製作成電視劇實際上是有道理的。書中有太多我們不得不從《骸骨之城》電影中刪除的內容。在電視中，我們將能夠更深入地探索這個世界的細節和深度。」如果電視改編成功，製片人希望改編整個小說系列。2015年2月，小說系列作者 卡珊卓拉·克蕾兒通過推特宣布該電視劇將被命名為《闇影獵人》（Shadowhunters）而不是《天使聖物》（The Mortal Instruments）。2015年3月，ABC Family接手了闇影獵人的一整個系列，於同年3月30日正式獲准開發。本劇於2016年3月續訂第二季，共20集，於2017年1月2日首播。2017年4月，宣布續訂第三季20集。前半十集於2018年3月20日首播。2018年6月4日，Freeform在三季後取消了本劇，但訂購了兩集以適當的結束該劇的故事；第三季後半集於2019年2月25日首播。 
2016年8月，就在第二季開拍前不久，節目統籌艾德·德克特因「創作差異」而退出本劇。陶德·史拉夫金和戴倫·史維莫曾是《超人前傳》的前節目統籌，於2016年8月宣布接替德克特。

### 選角
在推特上，卡珊卓拉·克蕾兒宣布她不會參與選角決定，也不會期待任何原版電影演員回歸。2015年4月20日，美國廣播公司透露多明尼克·席伍德是《闇影獵人》的第一位成員。2015年5月1日，宣布艾梅勞德·杜比亞將飾演伊莎貝爾·萊特伍，而阿爾貝托·羅森德將加入演員陣容，飾演賽門·路易斯。5月6日，據報導凱瑟琳·麥克納馬拉贏得了主角克萊莉·芙雷（Clary Fray） 。兩天後，即5月8日，馬修·達達里歐和以賽亞·穆斯塔法分別飾演艾力克·萊特伍和路克·蓋洛威。岑勇康和艾倫·范·斯普朗隨後於5月15日加入演員陣容，飾演梅格納斯·班恩和凡倫泰·摩根斯坦。5月18日，宣布麥克辛·羅伊將飾演喬瑟琳·芙雷（Jocelyn  Fray）。
5月28日，卡珊卓拉·克蕾兒在在推特上宣布，喬·柯爾將扮演闇影獵人和前菁英圈成員賀吉·史塔克威瑟。6月4日，據報導大衛·卡斯特羅將飾演吸血鬼拉斐爾·聖地亞哥。不久之後，6月9日，麗莎·馬可仕宣布她將加入劇組，飾演巴爾加斯船長，這是艾德·德克特為本劇創作的新角色。6月12日，製片人麥克G的官方推特帳號稱，凱特林·王（Kaitlyn Leeb）已被選為吸血鬼卡蜜兒·貝爾考特（Camille Belcourt）的演員。6月16日，據報導賈德·哈松將飾演善仙子麥里歐恩（Meliorn）。8月8日，史蒂芬妮·班尼特被選為新角色莉迪亞·班威爾（Lydia Branwell），一位遵守規則的闇影獵人。2016年9月2日，阿麗莎・溫萊特宣佈在第二季扮演瑪雅·羅伯茲（Maia Roberts），並很快從第三季開始晉升為該劇常駐角色。

### 拍攝
本劇於2015年5月25日在加拿大密西沙加開始拍攝。虛構的紐約警察局89分局是在多倫多大學士嘉堡分校的科學大樓拍攝的。

## 音樂

### 原聲帶
《闇影獵人》（原創電視連續劇原聲帶）於2017年7月21日在包括iTunes、Spotify和Apple Music在內的平台上發布，其中包含來自本劇的六首原創歌曲。
| 曲序     | 曲目             | 作曲            | 时长  |
| -------- | ---------------- | --------------- | ----- |
| 1.       | This Is the Hunt | Ruelle          | 3:59  |
| 2.       | Fragile World    | Alberto Rosende | 2:42  |
| 3.       | Murmurs          | Alchemy 3       | 3:37  |
| 4.       | Blood Rose       | birthday        | 2:49  |
| 5.       | The Lifeboat     | Liam O'Donnell  | 2:18  |
| 6.       | Royal Blue       | Alberto Rosende | 2:57  |
| 总时长： | 总时长：         | 总时长：        | 18:22 |

班·戴克特為第一季譜寫了器樂樂譜 。 特雷弗·莫利斯和傑克·沃爾為第二季和第三季譜寫了器樂樂譜。他們的音樂於2018年作為原聲專輯發行 。開場主題曲是Ruelle演唱的《This Is the Hunt》，由瑪吉·埃克福德（Maggie Eckford）和傑夫·鮑曼（Jeff Bowman）為《闇影獵人》創作。其他Ruelle的歌曲也出現在該劇中。

## 發行
本劇於2016年1月12日在美國於Freeform首播。第二集《墮入地獄》在第一集首映後於同一天在線上發布。2015年12月，Netflix獲得了《闇影獵人》的全球版權（美國除外），使本劇在美國首映後的第二天成為了可收看的原創影集，第一集於2016年1月13日在全球推出，隨後的幾集已於每週發行一次。

## 評價

### 評分
| 季數 | 季數 | 每季集數 | 每季集數 | 每季集數 | 每季集數 | 每季集數 | 每季集數 | 每季集數 | 每季集數 | 每季集數 | 每季集數 | 每季集數 | 每季集數 | 每季集數 | 每季集數 | 每季集數 | 每季集數 | 每季集數 | 每季集數 | 每季集數 | 每季集數 | 每季集數 | 每季集數 |
| 季數 | 季數 | 1        | 2        | 3        | 4        | 5        | 6        | 7        | 8        | 9        | 10       | 11       | 12       | 13       | 14       | 15       | 16       | 17       | 18       | 19       | 20       | 21       | 22       |
| ---- | ---- | -------- | -------- | -------- | -------- | -------- | -------- | -------- | -------- | -------- | -------- | -------- | -------- | -------- | -------- | -------- | -------- | -------- | -------- | -------- | -------- | -------- | -------- |
|      | 1    | 1.82     | 1.01     | 0.98     | 0.96     | 0.95     | 0.98     | 0.84     | 0.87     | 0.95     | 0.78     | 0.78     | 0.82     | 0.76     | –        | –        | –        | –        | –        | –        | –        | –        | –        |
|      | 2    | 1.19     | 0.75     | 0.81     | 0.64     | 0.58     | 0.65     | 0.55     | 0.67     | 0.52     | 0.64     | 0.71     | 0.55     | 0.59     | 0.67     | 0.46     | 0.59     | 0.60     | 0.63     | 0.60     | 0.59     | –        | –        |
|      | 3    | 0.49     | 0.44     | 0.46     | 0.35     | 0.30     | 0.43     | 0.42     | 0.42     | 0.37     | 0.31     | 0.37     | 0.31     | 0.35     | 0.31     | 0.35     | 0.37     | 0.31     | 0.34     | 0.32     | 0.33     | 0.31     | 0.31     |

### 專業評價
| 季數 | 季數 | 評論反應        | 評論反應      |
| 季數 | 季數 | 爛番茄          | Metacritic    |
| ---- | ---- | --------------- | ------------- |
|      | 1    | 44%（25條評論） | 45（9條評論） |
|      | 2    | 86%（7條評論）  | 待定          |
|      | 3    | 100%（6條評論） | 待定          |

《闇影獵人》的首季收到了評論家的不同反應。Metacritic根據9條評論給它45分（滿分100分），表示「好壞參半」。爛番茄根據25條評論，本劇獲得44%的新鮮度，平均評分為5.81/10。 該網站的共識指出：「《闇影獵人》擁有視覺刺激和潛在豐富的前提，但它們不足以克服該劇自以為是的愚蠢和沈悶、複雜的情節。」
根據《紐約時報》詹姆斯·波尼沃茲克的說法，本劇「有其資產，尤其是其流行的資源材料。但如果它學會享受真正的賦權奇幻，它可能會變得更有趣。」

### 獎項
| 年分 | 獎項         | 項目                                                     | 提名                          | 結果 | 來源   |
| ---- | ------------ | -------------------------------------------------------- | ----------------------------- | ---- | ------ |
| 2016 | BMI獎        | BMI電視音樂獎                                            | 艾德·德克特                   | 獲獎 | [ 57 ] |
| 2016 | Joey獎       | 9 歲或以下的年輕女演員在電視劇或喜劇中客串主演或主要角色 | 索菲婭·威爾斯                 | 提名 | [ 58 ] |
| 2016 | MTV粉絲獎    | 年度最佳新粉絲                                           | 《闇影獵人》                  | 獲獎 | [ 59 ] |
| 2016 | MTV粉絲獎    | 年度最佳組合                                             | 「Malec」（梅格納斯和艾力克） | 提名 | [ 60 ] |
| 2016 | 青少年票選獎 | 電視選擇獎：表現突出節目                                 | 《闇影獵人》                  | 獲獎 | [ 61 ] |
| 2016 | 青少年票選獎 | 電視選擇獎：表現突出明星                                 | 馬修·達達里歐                 | 獲獎 | [ 61 ] |
| 2016 | 青少年票選獎 | 電視選擇獎：表現突出明星                                 | 凱瑟琳·麥克納馬拉             | 提名 | [ 61 ] |
| 2017 | 雙性戀代表獎 | 最佳雙性戀代表男配角                                     | 岑勇康                        | 獲獎 | [ 62 ] |
| 2017 | BMI獎        | BMI電視音樂獎                                            | 特雷弗·莫利斯                 | 獲獎 | [ 63 ] |
| 2017 | GLAAD媒體獎  | 傑出戲劇影集獎                                           | 《闇影獵人》                  | 獲獎 | [ 64 ] |
| 2017 | 全美民選獎   | 最喜愛有線電視網科幻類影集獎                             | 《闇影獵人》                  | 提名 | [ 65 ] |
| 2017 | 青少年票選獎 | 電視票選獎：接吻場景                                     | 「Malec」（梅格納斯和艾力克） | 提名 | [ 66 ] |
| 2017 | 青少年票選獎 | 電視票選獎：科幻／奇幻類男演員                           | 馬修·達達里歐                 | 提名 | [ 67 ] |
| 2017 | 青少年票選獎 | 電視票選獎：科幻／奇幻類女演員                           | 艾梅勞德·杜比亞               | 提名 | [ 67 ] |
| 2017 | 青少年票選獎 | 電視票選獎：科幻／奇幻類                                 | 《闇影獵人》                  | 提名 | [ 67 ] |
| 2017 | 青少年票選獎 | 電視票選獎：最佳組合                                     | 「Malec」（梅格納斯和艾力克） | 提名 | [ 68 ] |
| 2017 | 青少年票選獎 | 夏季票選獎：電視男演員                                   | 岑勇康                        | 提名 | [ 69 ] |
| 2018 | 雙性戀代表獎 | 最佳雙性戀代表男配角獎                                   | 岑勇康                        | 獲獎 | [ 70 ] |
| 2018 | GLAAD媒體獎  | 傑出戲劇影集獎                                           | 《闇影獵人》                  | 提名 | [ 71 ] |
| 2018 | 全美民選獎   | 2018年度值得狂嗑的節目                                   | 《闇影獵人》                  | 獲獎 | [ 72 ] |
| 2018 | 全美民選獎   | 2018年度電視女明星獎                                     | 凱瑟琳·麥克納馬拉             | 獲獎 | [ 72 ] |
| 2018 | 全美民選獎   | 2018年度電視男明星獎                                     | 岑勇康                        | 獲獎 | [ 72 ] |
| 2018 | 全美民選獎   | 2018年度科幻/奇幻類影集獎                                | 《闇影獵人》                  | 提名 | [ 72 ] |
| 2018 | 全美民選獎   | 2018年度影集                                             | 《闇影獵人》                  | 獲獎 | [ 72 ] |
| 2018 | 青少年票選獎 | 電視票選獎：科幻／奇幻類男演員                           | 馬修·達達里歐                 | 獲獎 | [ 73 ] |
| 2018 | 青少年票選獎 | 電視票選獎：科幻／奇幻類男演員                           | 多明尼克·席伍德               | 提名 | [ 73 ] |
| 2018 | 青少年票選獎 | 電視票選獎：科幻／奇幻類女演員                           | 凱瑟琳·麥克納馬拉             | 提名 | [ 73 ] |
| 2018 | 青少年票選獎 | 電視票選獎：科幻／奇幻類女演員                           | 艾梅勞德·杜比亞               | 提名 | [ 73 ] |
| 2018 | 青少年票選獎 | 電視票選獎：科幻／奇幻類                                 | 《闇影獵人》                  | 獲獎 | [ 73 ] |
| 2018 | 青少年票選獎 | 電視票選獎：最佳組合                                     | 「Malec」（梅格納斯和艾力克） | 提名 | [ 73 ] |
| 2018 | 青少年票選獎 | 電視票選獎：反派                                         | 安娜·霍普金斯                 | 提名 | [ 73 ] |
| 2019 | GLAAD媒體獎  | 傑出戲劇影集獎                                           | 《闇影獵人》                  | 提名 | [ 74 ] |
| 2019 | 全美民選獎   | 2019年度科幻/奇幻類影集獎                                | 《闇影獵人》                  | 獲獎 | [ 75 ] |
| 2019 | 青少年票選獎 | 電視票選獎：最佳組合                                     | 「Clace」 （克萊利和傑斯）    | 提名 | [ 76 ] |
| 2019 | 青少年票選獎 | 電視票選獎：科幻／奇幻類男演員                           | 多明尼克·席伍德               | 提名 | [ 76 ] |
| 2019 | 青少年票選獎 | 電視票選獎：科幻／奇幻類男演員                           | 岑勇康                        | 提名 | [ 76 ] |
| 2019 | 青少年票選獎 | 電視票選獎：科幻／奇幻類女演員                           | 凱瑟琳·麥克納馬拉             | 獲獎 | [ 76 ] |
| 2019 | 青少年票選獎 | 電視票選獎：科幻／奇幻類                                 | 《闇影獵人》                  | 獲獎 | [ 76 ] |
| 2019 | 青少年票選獎 | 電視票選獎：反派                                         | 路克·貝恩斯                   | 提名 | [ 76 ] |
| 2020 | GLAAD媒體獎  | 粉絲最喜愛獎                                             | 《闇影獵人》                  | 提名 | [ 77 ] |
| 2020 | GLAAD媒體獎  | 傑出戲劇影集獎                                           | 《闇影獵人》                  | 提名 | [ 77 ] |
| 2020 | 朱庇特獎     | 最佳國際電視劇                                           | 《闇影獵人》                  | 待定 | [ 78 ] |

## 家用媒體發行
區域2DVD和英國Blu-ray沒有字幕。區域4DVD有隱藏式字幕，不包括第3季B部分。它們都不包含額外特典。
| 季數 | DVD發行日期    | DVD發行日期                                               | Blu-ray發行日期 |
| 季數 | DVD發行日期    | DVD發行日期                                               | 區域B           |
| 季數 | 區域2          | 區域4                                                     | 英國            |
| ---- | -------------- | --------------------------------------------------------- | --------------- |
| 1    | 2019年8月26日  | 2019年1月30日                                             | 2019年8月26日   |
| 2    | 2019年10月14日 | 2019年3月6日                                              | 2019年10月14日  |
| 3    | 2020年7月13日  | 2020年6月19日（第三季A部分） 2020年5月20日（第三季B部分） | 2020年7月13日   |
| 1–3  | 2020年7月13日  | 2020年10月28日                                            | 2020年7月13日   |

## 外部連結
- 官方网站
- 在Netflix上觀看《闇影獵人：天使聖物》
- 互联网电影数据库（IMDb）上《闇影獵人》的资料（英文）
- 烂番茄上《闇影獵人》的資料（英文）

- 闇影獵人 （页面存档备份，存于） - Metacritic